# Скобровка
Ско́бровка (бел. Ско́браўка) — деревня в Пуховичском районе Минской области Беларуси. Входит в состав Блонского сельсовета.

## Описание
Деревня располагается рядом с магистралью М5. В 9 километрах от Скобровки находится агрогородок Блонь. Минск же находится в 53 километрах.
В деревне есть деревянная усадьба под названием «Усадьба Птушкина». Также в деревне продаются земельные участки и недалеко продаётся склад. В деревне, в основном, преобладают небольшие деревянные домики.

## Население
По данным статьи «Список малых населённых пунктов Пуховичского района», в деревне проживает 121 человек.

## Концентрационный лагерь «Детское село»
27 мая 1944 года в Скобровке был основан концлагерь «Детское село». Лагерь просуществовал 2 месяца, но за это время в нём погибло около 1,8 тысяч детей-доноров. По словам Старшего научного сотрудника Пуховичского районного краеведческого музея Александр Прановича, факт наличия в деревне «Детского села» в период с 1960—1980-е скрывался.

### Акт о концлагере, созданном немецко-фашистскими оккупантами в селе Скобровка
На данный момент, этот документ является единственным письменным сведением о «Детском селе».
С 27 мая 1944 года в с. Скобровка открылся детский лагерь из привезенных из Полесской области детей в возрасте от 6 до 14 лет. Лагерь назывался «Детское село Скобровка», а позднее «Юношеское село Скобровка». Перед входом в село были надписи: «Детское село Скобровка», «Жителям вход воспрещен», «Детское село» занимало центр Скобровки, а по краям жили жители и стояла немецкая воинская часть. Значительная часть жителей была эвакуирована. «Село» имело обозначенные границы. По улице с обеих сторон построены деревянные двойные стенки, засыпанные землей, с бойницами. По улице патрулировала вооруженная охрана. Проволокой «Детское село» обнесено не было. Дети размещались в домах жителей, выселенных из села. Всего было занято 5 — 7 домов. В каждом доме жило от 20 до 36 детей смешанного возраста, но разделенных по полу. Спали на нарах. Общее количество детей в лагере колебалось от 1300 до 1800 человек.
Начальником «Юношеского поселения» был капитан (РОА) Градюшко. В лагере были агроном, кладовщик (Курбанов), вожатые на 25 — 30 детей по одному и штат кухонных работников. В селе был только один немец, которому подчинялся начальник «детского села». Весь остальной штат был из русских (преимущественно из Бобруйска) членов «Союза борьбы против большевизма», возглавляемого неким Октаном. Члены «Союза» носили нагрудные знаки «крестик». Вожатые были молодые ребята. В лагере имели место случаи смерти детей от тифа. Взрослых и здоровых детей увозили в неизвестном направлении. Детей кормили плохо: 200 грамм хлеба, горький кофе, консервная банка щавеля, который дети собирали сами, изредка суп с мясом. Несмотря на строгий запрет уходить из лагеря, дети вынуждены были украдкой убегать в ближайшие села, просить там хлеба, картофеля, молока. В питании детей молока не было, несмотря на то, что было 10 коров. Распорядок дня в лагере: подъем в 7.00 часов. Завтрак. Построение в колонны по трое. Уход на работу: мели улицы, садили капусту, пололи огороды. Построение на обед, после обеда без отдыха снова построение и снова на работу. После работы построение, ужин, построение, песни и сон. За пищей дети ходили на кухню, приносили в дома, в которых жили, и ели на нарах. Детей били, в наказание заставляли прыгать по селу по лягушачьи.

Кроме огородных работ детей заставляли (перед приходом Красной Армии) засыпать колодцы, бросать в них бочки из-под бензина, мусор. Так было засыпано 12 колодцев. Детей заставляли жечь солому, приготовленную жителями для крыш, жгли молодые фруктовые сады, а старые ломали, рубили, уничтожали огороды жителей, били стекла окон. Сожжена оставленная населением домашняя утварь: бочки, кадки, ведра и др. (Скобровка не имеет ни одного ушедшего в полицию. Имеет 60 партизан. Богатое село.) Так были засыпаны и испорчены колодцы у жителей Федоринчик Степаниды Ивановы, Гончарика Михаила и др. Слухов о том, что у детей брали кровь здесь не было. 3.6.44 г. «Детское село» было передано германским командованием в ведение «Союза борьбы против большевизма». С наступлением Красной Армии дети были распущены и разошлись.

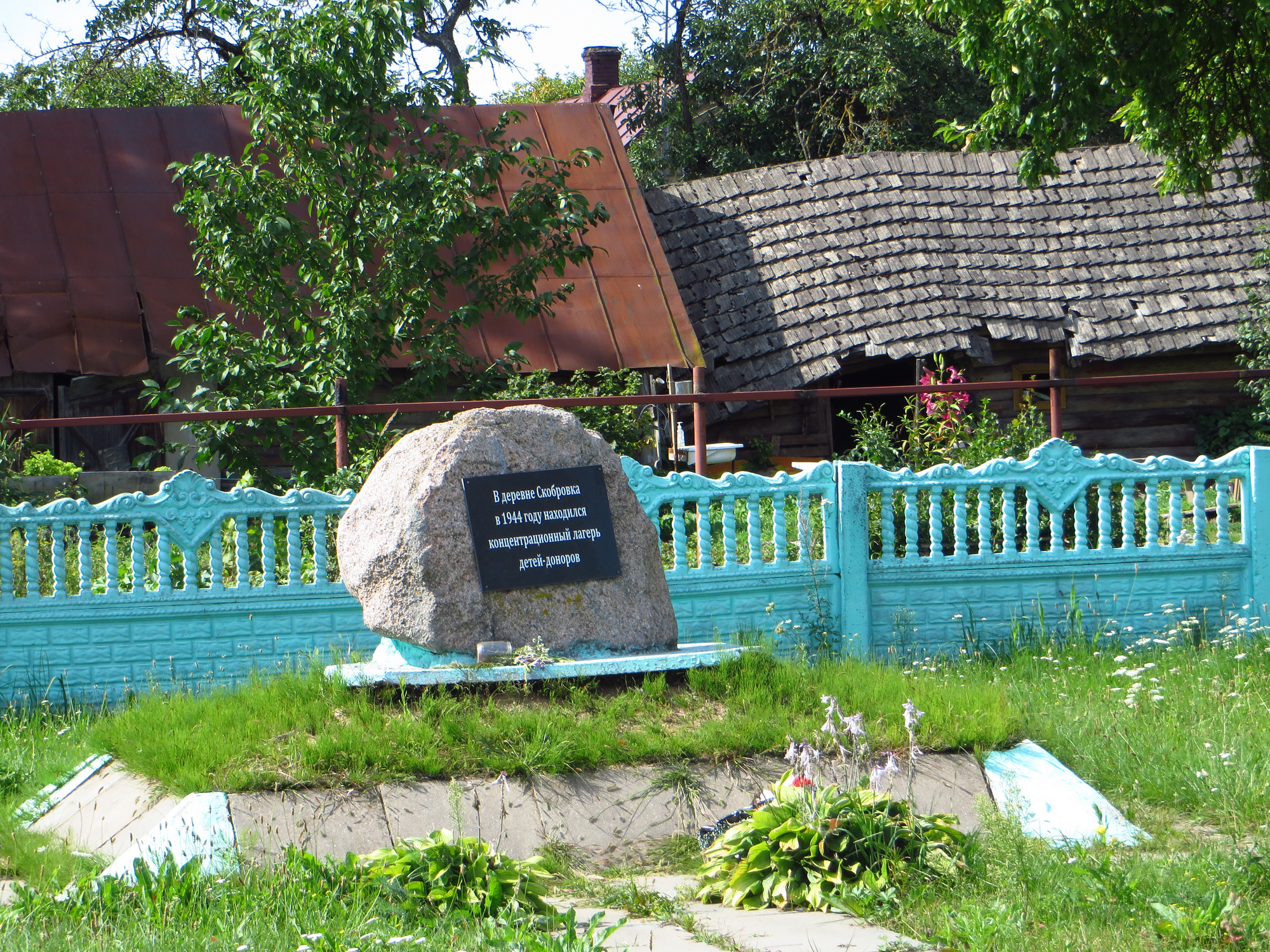
Памятный знак на месте концентрационного лагеря

Авторами акта являются: Майор Красной Армии Гуренко и капитан Костян (их инициалы неизвестны), И. А. Федоринчик, Р. П. Цыманович, Е. И. Зенько, М. И. Федоринчик и В. А. Федоринчик.
На данный момент документ хранится в Национальном архиве Республики Беларусь.

## Известные уроженцы
- Прищепчик, Виталий Викторович — советский и белорусский государственный и партийный деятель.